# Riyad Mansour
Pour les articles homonymes, voir Mansour.
Riyad Mansour, né le 21 mai 1947 à Ramallah, est un diplomate, ambassadeur de la Palestine auprès de l'ONU.

## Biographie

### Etudes et carrière académique
Il est né dans une famille de sept enfants, qui a pu immigrer aux États-Unis en 1950, dans l'Ohio où son père travaillait dans l'acier. Il fait des études de Bachelor of Arts puis de Master of Science en éducation à l'université d'État de Youngstown. Il obtient en 1977 un Ph.D. en psychologie de l'éducation à l'université d'Akron. En 2002, il est professeur associé au département de sciences politiques de l'université du centre de la Floride.

### Carrière et engagement politique
Dès ses études en Ohio, il proteste contre l’occupation de la Cisjordanie par Israël, ainsi que contre la guerre du Viêt Nam.
De 1977 à 1983, il est conseiller à la délégation de la République démocratique populaire du Yémen auprès de l'ONU.
En 1983, il devient membre de la mission de l’Organisation de libération de la Palestine à l’ONU.
En 1994, il travaille pour Intram Investments, une société localisée à Orlando (Floride) dirigée par des palestiniens. En 2002, il est consultant chez Laventhal and Slaughter
En 2005, il remplace Nasser al-Qidwa comme observateur permanent de la Palestine auprès de l'ONU. Le 29 novembre 2012, son statut change lorsque l'ONU accorde à la Palestine le statut d'« Etat observateur non membre », et il devient ambassadeur de la Palestine auprès de l'ONU (en).
Il intervient fréquemment devant l'assemblée de l'ONU depuis le 23 octobre 2023 pour demander la fin des hostilités dans la bande de Gaza. Il intervient également devant la Cour internationale de justice en février 2024, contre l'occupation israélienne en Cisjordanie.

## Vie privée
Il épouse Caryl, une américaine descendant d'immigrés polonais et italiens dont il avait fait la connaissance pendant ses études. Ils ont deux enfants.
Il joue au golf[pertinence contestée].